# Artem Datsychyne
Artem Viktorovytch Datsychyne (en ukrainien : Артем Вікторович Дацишин), né le 26 janvier 1979 à Kherson et mort le 17 mars 2022 à Kiev, est un danseur de ballet ukrainien et soliste à l'Opéra national d'Ukraine, où il a interprété les rôles principaux dans des ballets tels que Le Lac des cygnes de Tchaïkovski et Roméo et Juliette de Prokofiev. Il remporte des prix dans des concours internationaux et effectue des tournées en Europe, en Amérique du Nord et au Japon.

## Biographie
Artem Datsychyne est né à Kherson et est diplômé de l'école de Chorégraphie de Kiev associée au Ballet de Kiev,. Il étudie avec V. Parsegov. Alors qu'il est encore étudiant, il participe au Concours international de ballet Serge Lifar en 1996, remportant le troisième prix,. Il partage le deuxième prix du Concours international de ballet Rudolf Noureev en 1998.
Il est soliste à l'Opéra national d'Ukraine à partir de 1997,. Il apparait dans les rôles principaux du Lac des cygnes et Casse-Noisette de Tchaïkovski, Giselle d'Adam, La Bayadère de Ludwig Minkus, Roméo et Juliette de Prokofiev, parmi tant d'autres,,. Il danse lors de tournées en Allemagne, en Autriche, en Suisse, en Italie, en Espagne, en France, au Portugal, au Japon, au Liban, au Canada et aux États-Unis. Ses interprétations ont été décrites comme expressives et comportant une « sublimité romantique » et une « profondeur psychologique »,.
Artem Datsychyne meurt à l'âge de 43 ans le 17 mars 2022, des suites de blessures subies le 26 février 2022 lors de bombardements russes au cours de l'invasion russe de l'Ukraine. Il combattait au sein des forces de défenses citoyennes volontaires de Kiev.